# Syndrome de tako-tsubo
 Mise en garde médicale

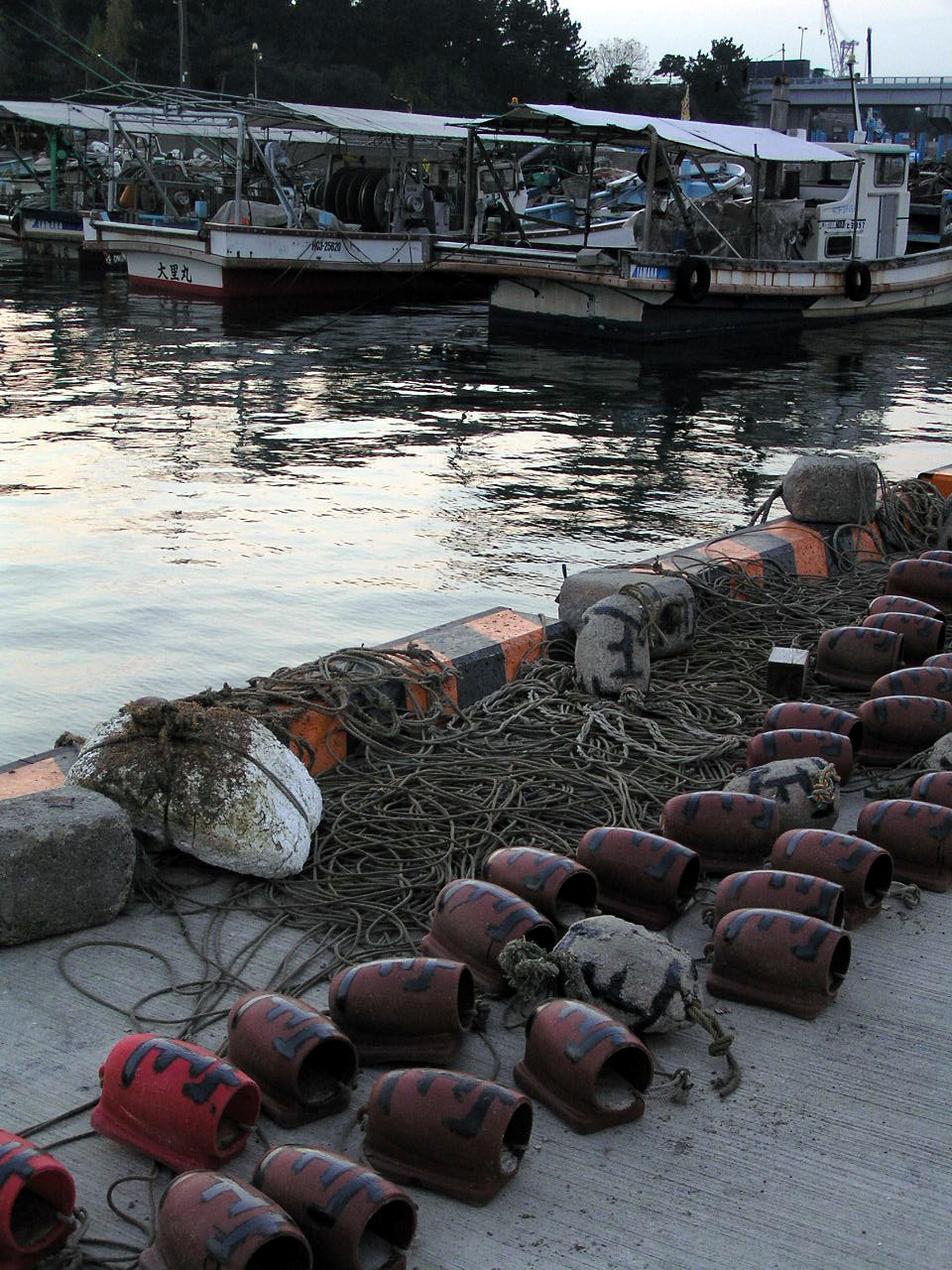
Pièges à poulpe (tako tsubo) dans un port japonais : le syndrome cardiaque tire son nom de la forme du ventricule gauche, proche de celle d'un piège à poulpe.

Le syndrome de tako-tsubo ou takotsubo, appelé également syndrome des cœurs brisés ou ballonisation apicale, est une cardiomyopathie consistant en une sidération myocardique survenant après un stress émotionnel.
Cette affection a été initialement décrite par des internistes et cardiologues japonais,, en 1977. Sa dénomination provient de la forme que prend la silhouette cardiaque dans cette pathologie, une forme d'amphore (蛸壺, littéralement « piège à poulpe »), .
On a remarqué une augmentation de l'incidence de ce syndrome, pourtant rare, lors de l'épidémie au coronavirus de 2019-2021. Selon certaines études, sa survenue aurait été multipliée par 4 en 2020.

## Mécanisme
Encore mal compris, le syndrome de tako-tsubo semble être provoqué par une décharge intense et brutale de catécholamines (hormones du stress produites par les glandes surrénales — comme l'adrénaline) au cours d'un stress intense ; l'hypothèse a été confirmée par la description d'un cas de crise de tako-tsubo après l'injection de catécholamines exogènes. Dans un tiers des cas, cependant, le stress causal n'est pas identifié. 
Le mécanisme de l'altération de la fonction cardiaque n'est pas clair. Il pourrait s'agir d'un trouble réversible de la microcirculation coronaire, non visible par la coronarographie. La concentration en récepteurs béta-adrénergiques étant supérieure au niveau de la pointe du ventricule, cela pourrait contribuer à une réponse différentielle selon les parties du cœur après stimulation adrénergique.

## Épidémiologie
L'incidence semble être de 15 à 30 cas pour 100 000 patients, mais elle est probablement sous-évaluée, seules les formes graves, hospitalisées, étant comptabilisées.
Le syndrome de tako-tsubo atteint essentiellement la femme âgée. 1 à 2 % des patients se présentant pour un infarctus du myocarde reçoivent un diagnostic final de tako-tsubo. Le stress causal peut être autant physique que psychique, mais il n'est pas retrouvé dans un tiers des cas. Le stress causal est le plus souvent « négatif » (deuil, rupture, altercation, etc.) et, parfois, « positif » (joie intense). Dans près de la moitié des cas, il existe un terrain neurologique ou psychiatrique.

## Diagnostic
Dans le tako-tsubo, l'électrocardiogramme montre des signes d'infarctus, mais l'échocardiographie évoque un aspect de ballonisation (forme d'amphore ou de piège à poulpe) typique du ventricule gauche. Le dosage sanguin de troponine est augmenté habituellement de manière peu importante. Plusieurs micro-ARN peuvent être détectés dans le sang des patients, alors que leur taux est bas lors d'un infarctus. La coronarographie montre des artères saines. L'IRM cardiaque montre des images très évocatrices : forme du ventricule gauche, œdème myocardique sans nécrose ni fibrose.
L'atteinte concerne les deux ventricules dans un tiers des cas. Plus rarement, l'akinésie (immobilité de la paroi myocardique durant la contraction) est atypique, ne concernant plus seulement la pointe du ventricule, mais d'autres parois.
La scintigraphie myocardique au MIBI-Tc99m synchronisée à l'électrocardiogramme montre typiquement une dysfonction ventriculaire gauche sans ischémie myocardique segmentaire. La réalisation d'une scintigraphie myocardique au MIBG-I123, radiotraceur permettant l'étude des terminaisons catécholaminergiques, montre une hypocaptation globale par le cœur, signant la saturation transitoire des récepteurs catécholaminergiques, caractéristique de la maladie.

## Traitement
Le traitement du syndrome de tako-tsubo reprend celui de l'insuffisance cardiaque secondaire à l'altération de la fonction systolique (fraction d'éjection) : inhibiteurs de l'enzyme de conversion ou antagonistes des récepteurs de l'angiotensine II, bêta-bloquants (l'efficacité de ces derniers est toutefois plus discutée), inhibiteurs de l'aldostérone, et éventuellement diurétiques. En cas de thrombose (caillot) intraventriculaire, un traitement anticoagulant est mis en place.
Il existe parfois un obstacle à l'éjection (LVOTO), contre-indiquant dans ce cas l'emploi d'inotropes positifs.

## Évolution
Passé le cap aigu, la fonction systolique se normalise, ce qui est caractéristique de cette affection. Il peut exister toutefois des complications neurologiques. Une récupération tardive (au delà de 10 jours) est de moins bon pronostic.
Les formes survenant chez les sujets de moins de 50 ans ou chez les hommes sont généralement plus graves.
La maladie peut récidiver, même si cela est rare. Aucun traitement n'a démontré d'efficacité pour limiter ce risque, mais certains experts tendent à recommander l'utilisation de bêta-bloquants.

## Médias
Le syndrome de tako-tsubo est évoqué dans de nombreuses fictions, japonaises (le manga Kaguya-sama: Love is War), américaines (les séries Royal Pains, Code Black, 9-1-1, Grey's Anatomy, Blacklist,  The Resident, Scrubs, Dr House, Amour Gloire et Beauté), européennes ("Une chance pour un milliard" de Gilles Legardinier,  Balthazar, Astrid et Raphaëlle, Un si grand soleil) et canadienne (Stat).
En musique française, on retrouve :
- Paris Combo a sorti un album intitulé Tako Tsubo (chez Ta-Dah Music//10h10) en 2017 ;
- un morceau intitulé Takotsubo dans l'album Les Étoiles vagabondes[25] (chez Seine Zoo Records) de Nekfeu (2019) ;
- un album intitulé Tako Tsubo[26] du groupe L'Impératrice (chez Microqlima) sorti le 26 mars 2021.